# Zamach na przeciętność
Zamach na przeciętność – drugi album solowy polskiego rapera i producenta muzycznego Mesa. Podobnie jak poprzedni, wyszedł w dwóch wersjach: podstawowej i rozszerzonej o kilka numerów, dwupłytowej. Premiera płyty odbyła się 25 kwietnia 2009 roku. Nagrania dotarły do 29. miejsca zestawienia OLiS.
Pochodzący z albumu utwór pt. "Ten zwykły we mnie" znalazł się na liście "120 najważniejszych polskich utworów hip-hopowych" według serwisu T-Mobile Music.

## Lista utworów
Opracowano na podstawie materiału źródłowego.
CD1
1. "Cześć (Intro)" (produkcja: Ten Typ Mes, miksowanie, mastering: Noon) - 1:35
2. "Ten zwykły we mnie" (muzyka, produkcja: Zioło, scratche: Dj M-Easy, miksowanie, mastering: Noon) - 3:32[A]
3. "To już" (aranżacja: Szogun, programowanie perkusji: Szogun, gitara: Riczi, śpiew: Flow, Sosh, muzyka: Ten Typ Mes, miksowanie, mastering: Noon) - 4:24
4. "Nie ten sam ziom" (gościnnie: Numer Raz, Łona, śpiew: Monika Borzym, muzyka, trąbka: Ten Typ Mes, miksowanie, mastering: Noon) - 4:18
5. "Jak to !?" (aranżacja: Szogun, gitara: Riczi, muzyka: Ten Typ Mes, miksowanie, mastering: Noon) - 4:40
6. "Nie płaczę za nimi" (muzyka: Głośny, gościnnie: Ero, Stasiak, miksowanie, mastering: Noon) - 5:16
7. "Na później (Skit)" (muzyka: Eten, śpiew: Monika Borzym, miksowanie, mastering: Noon) - 3:02
8. "Welcom/Willkommen !" (aranżacja: Szogun, śpiew: Flow, muzyka: Ten Typ Mes, miksowanie, mastering: Noon) - 5:15
9. "Tribute to Hank (Skit)" (śpiew: Flow, głos: C. Bukowski, muzyka: Ten Typ Mes, miksowanie, mastering: Noon) - 1:59
10. "Smak życia" (aranżacja, programowanie perkusji, produkcja: Święty, gitara basowa: Adam Gordon, produkcja, śpiew: Flow, muzyka, syntezator: Ten Typ Mes, miksowanie, mastering: Noon) - 4:15
11. "Dwadzieścia pięć" (gitara basowa: Adam Gordon, produkcja, muzyka: Święty, Adam Gordon, śpiew: K8, miksowanie, mastering: Noon) - 5:41[B]
12. "Kontrkultura (Skit)" (muzyka: Ten Typ Mes, miksowanie, mastering: Noon) - 2:30
13. "My" (realizacja nagrania: M. Skalski, miksowanie, mastering: Dj Zero, muzyka: Donatan, scratche: Dj Hubson) - 4:14
14. "Zamach na Jana K." (aranżacja: Szogun, muzyka: Ten Typ Mes, miksowanie, mastering: Noon) - 4:33
15. "Giń, kochanie !" (gitara: Krzysztof "Riczi" Rychard, śpiew: Flow, muzyka: Ten Typ Mes, miksowanie, mastering: Noon) - 4:12
16. "OiOM" (muzyka: Ten Typ Mes, Stereotyp, gitara: Tomek Bogacki, miksowanie, mastering: Stereotyp) - 3:36
17. "Dziś nie zamierzam kochać (Skit)" (trąbka: Karol Ozonek, muzyka: Ten Typ Mes, miksowanie, mastering: Noon) - 1:43
18. "Co jest warte uwagi" (gitara basowa: Adam Gordon, programowanie perkusji: Święty Mikołaj, instrumenty klawiszowe: Sir Michu, muzyka: Adam Gordon, Ten Typ Mes, Sir Michu, trąbka: P. Szmidt, miksowanie, mastering: Noon) - 4:28

CD2
1. "Widzę to podobnie" (muzyka: Głośny, gościnnie: Emil Blef, śpiew: Flow, miksowanie, mastering: Noon) - 4:28
2. "Plac Zbawiciela Cz. 1" (produkcja, muzyka: Ten Typ Mes, miksowanie, mastering: Noon) - 5:04[C]
3. "Lód w sercu" (muzyka: Snobe, miksowanie, mastering: Noon) - 3:34
4. "Niewiasty" (produkcja: Głośny, gościnnie: Głośny, Jeż, miksowanie, mastering: Noon) - 5:18 (utwór dodatkowy)
5. "Southside Flow (Na odmułę!)" (muzyka: Joter, gościnnie: Ciech, miksowanie, mastering: Noon) - 4:32  (utwór dodatkowy)
6. "Alkopoligamia" (gitara: Riczi, śpiew: Trish, głos: O.C., Pix, Pjus, Stasiak, muzyka: Ten Typ Mes, miksowanie, mastering: Noon) - 5:34  (utwór dodatkowy)
7. "My (Qciek Remix)" (remiks: Qciek, miksowanie, mastering: Noon) - 4:05
8. "My" (zdjęcia: T. Czarnicki, reżyseria: W. Michalak, montaż: T. Czarnicki) - 4:27 (teledysk)
9. "Jak to !?" (stedicam: J. Wierzbicki, zdjęcia: M. Majchrzak, reżyseria: scenariusz: W. Michalak, kierownik planu: A. Chapońkowska, montaż: P. Sitkiewicz) - 4:31 (teledysk)
10. "Jak to !? Making Of" (realizacja: T. Czarnicki) - 3:09 (teledysk)

Notatki
- A^ W utworze wykorzystano sample z piosenki "A Mother's Love" w wykonaniu Charles Wright & the Watts 103rd Street Rhythm Band[6].
- B^ W utworze wykorzystano sample z piosenki "My Lonely Room" w wykonaniu Dee Dee Bridgewater[7].
- C^ W utworze wykorzystano sample z piosenki "Ripped Open by Metal Explosions" w wykonaniu Galt MacDermot's First Natural Hair Band[8].